# FAM162A
FAM162A (англ. Family with sequence similarity 162 member A) – білок, який кодується однойменним геном, розташованим у людей на короткому плечі 3-ї хромосоми.  Довжина поліпептидного ланцюга білка становить 154 амінокислот, а молекулярна маса — 17 342.
| 10         |  | 20         |  | 30         |  | 40         |  | 50         |
| ---------- |  | ---------- |  | ---------- |  | ---------- |  | ---------- |
| MGSLSGLRLA |  | AGSCFRLCER |  | DVSSSLRLTR |  | SSDLKRINGF |  | CTKPQESPGA |
| PSRTYNRVPL |  | HKPTDWQKKI |  | LIWSGRFKKE |  | DEIPETVSLE |  | MLDAAKNKMR |
| VKISYLMIAL |  | TVVGCIFMVI |  | EGKKAAQRHE |  | TLTSLNLEKK |  | ARLKEEAAMK |
| AKTE       |  |            |  |            |  |            |  |            |

A: Аланін

C: Цистеїн

D: Аспарагінова кислота

E: Глутамінова кислота

F: Фенілаланін

G: Гліцин

H: Гістидин

I: Ізолейцин

K: Лізин

L: Лейцин

M: Метіонін

N: Аспарагін

P: Пролін

Q: Глутамін

R: Аргінін

S: Серин

T: Треонін

V: Валін

W: Триптофан

Задіяний у таких біологічних процесах як апоптоз, поліморфізм. 
Локалізований у мембрані, мітохондрії.